# Cuy-Saint-Fiacre
Pour les articles homonymes, voir Cuy et Saint-Fiacre.
Cuy-Saint-Fiacre est une commune française située dans le département de la Seine-Maritime en région Normandie.

## Géographie
| Dampierre-en-Bray | Gancourt-Saint-Étienne | Molagnies                   |
|                   | Cuy-Saint-Fiacre       | Saint-Quentin-des-Prés Oise |
| Elbeuf-en-Bray    | Gournay-en-Bray        |                             |

Située dans le pays de Bray, Cuy-Saint-Fiacre est entourée des villages de Molagnies (la rivière de l'Epte marque la frontière entre les deux villages), Dampierre-en-Bray, Elbeuf-en-Bray et de la ville de Gournay-en-Bray.

### Hydrographie
La commune est située dans le bassin Seine-Normandie. Elle est drainée par l'Epte, la Morette, le fossé 02 de la commune de Cuy-Saint-Fiacre et le ruisseau du Mont Louvet,,.
L'Epte, d'une longueur de 113 km, prend sa source dans la commune de Compainville et se jette  dans la Seine à Notre-Dame-de-la-Mer, après avoir traversé 44 communes. 
La Morette, d'une longueur de 10 km, prend sa source dans la commune de Elbeuf-en-Bray et se jette  dans l'Epteen limite des communes d'Ferrières-en-Bray et de Gournay-en-Bray, après avoir traversé quatre communes. 
Un plan d'eau complète le réseau hydrographique : le plan d'eau de la Cornette, d'une superficie totale de 2,1 ha (0,66 ha sur la commune),.

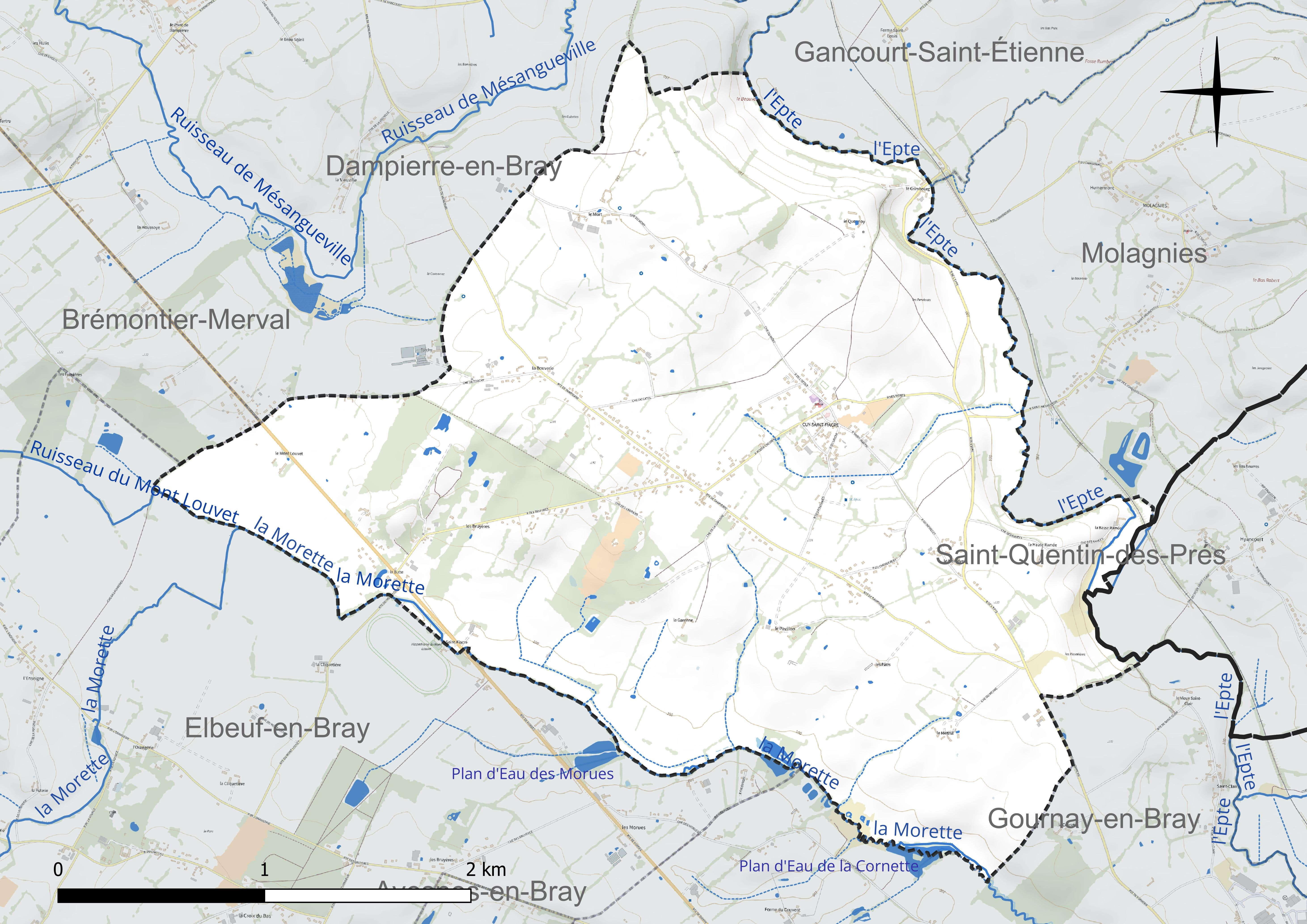
Réseau hydrographique de Cuy-Saint-Fiacre.

### Climat
Pour des articles plus généraux, voir Climat de la Normandie et Climat de la Seine-Maritime.
En 2010, le climat de la commune est de type climat océanique dégradé des plaines du Centre et du Nord, selon une étude du CNRS s'appuyant sur une série de données couvrant la période 1971-2000. En 2020, Météo-France publie une typologie des climats de la France métropolitaine dans laquelle la commune est exposée à un climat océanique et est dans la région climatique Côtes de la Manche orientale, caractérisée par un faible ensoleillement (1 550 h/an) ; forte humidité de l’air (plus de 20 h/jour avec humidité relative > 80 % en hiver), vents forts fréquents. Parallèlement le GIEC normand, un groupe régional d’experts sur le climat, différencie quant à lui, dans une étude de 2020, trois grands types de climats pour la région Normandie, nuancés à une échelle plus fine par les facteurs géographiques locaux. La commune est, selon ce zonage, exposée à un « climat contrasté des collines », correspondant au Pays de Bray, bien arrosé et frais.
Pour la période 1971-2000, la température annuelle moyenne est de 10,4 °C, avec une amplitude thermique annuelle de 14,2 °C. Le cumul annuel moyen de précipitations est de 784 mm, avec 12,4 jours de précipitations en janvier et 8,4 jours en juillet. Pour la période 1991-2020, la température moyenne annuelle observée sur la station météorologique la plus proche, située sur la commune de Forges-les-Eaux à 16 km à vol d'oiseau, est de 10,7 °C et le cumul annuel moyen de précipitations est de 860,1 mm,. Pour l'avenir, les paramètres climatiques de la commune estimés pour 2050 selon différents scénarios d’émission de gaz à effet de serre sont consultables sur un site dédié publié par Météo-France en novembre 2022.

## Urbanisme

### Typologie
Au 1er janvier 2024, Cuy-Saint-Fiacre est catégorisée commune rurale à habitat dispersé, selon la nouvelle grille communale de densité à sept niveaux définie par l'Insee en 2022.
Elle est située hors unité urbaine. Par ailleurs la commune fait partie de l'aire d'attraction de Gournay-en-Bray, dont elle est une commune de la couronne,. Cette aire, qui regroupe 21 communes, est catégorisée dans les aires de moins de 50 000 habitants,.

### Occupation des sols
L'occupation des sols de la commune, telle qu'elle ressort de la base de données européenne d’occupation biophysique des sols Corine Land Cover (CLC), est marquée par l'importance des territoires agricoles (97,3 % en 2018), une proportion identique à celle de 1990 (97,3 %). La répartition détaillée en 2018 est la suivante : 
prairies (68,3 %), terres arables (21,4 %), zones agricoles hétérogènes (7,7 %), zones urbanisées (2,7 %). L'évolution de l’occupation des sols de la commune et de ses infrastructures peut être observée sur les différentes représentations cartographiques du territoire : la carte de Cassini (XVIIIe siècle), la carte d'état-major (1820-1866) et les cartes ou photos aériennes de l'IGN pour la période actuelle (1950 à aujourd'hui).

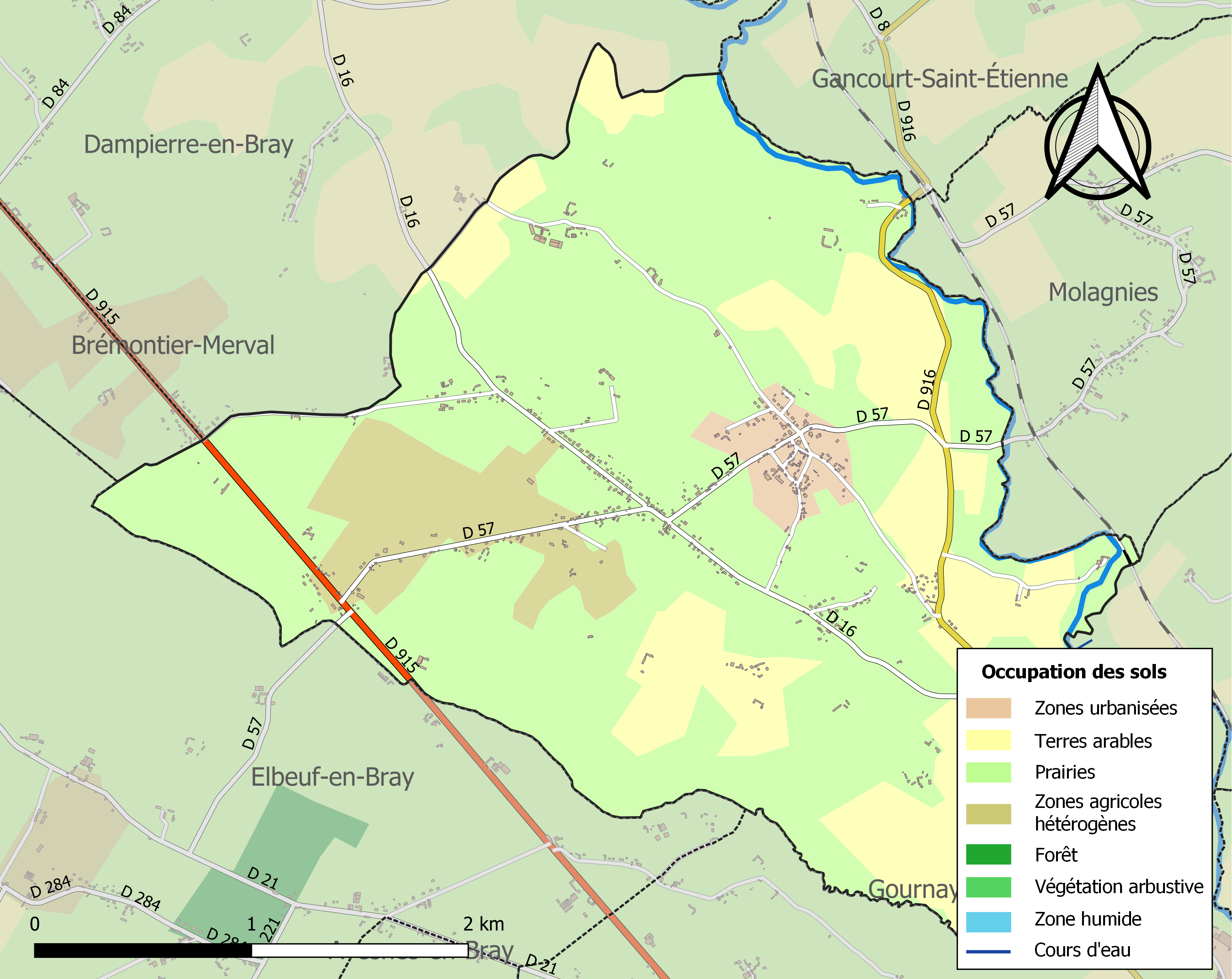
Carte des infrastructures et de l'occupation des sols de la commune en 2018 (CLC).

## Toponymie
Le nom de la localité est attesté sous les formes Qui en 1202, Cui vers 1240.
Nom de domaine gallo-romain en -acum, contenant peut-être le nom d'homme gaulois Coius.
L'hagiotoponyme de la commune est ainsi dû à l'ancien prieuré bénédictin de Saint-Fiacre qui existait encore au XVIIIe siècle  sur son territoire.

## Histoire
Au milieu du XIIe siècle, il y avait à Cuy un plein fief de haubert dont le chef manage était assis au hameau du Quesnoy et dépendait de la châtellenie de Gournay. Ce hameau existe encore aujourd'hui. L'église paroissiale date de la même période.
Les seigneurs de ce fief furent :
- Raoul de Belleville, au milieu du XIIe siècle ;
- Hugues de Belleville, fils du précédent ;
- Guillaume de Cuy, en 1202 ;
- Hugues de Mainemare, en 1220 ;
- Philippe de Harcourt, en 1391 ;
- Jeanne de Monsures, en 1417 ;
- Le chapitre de Notre-Dame de Paris en 1434 ;
- Jacques de Buisy, en 1466 ;
- Jean des Courtils, fils en secondes noces de Jeanne de Canny, veuve du précédent, en 1481.

Le fief du Quesnoy demeura dans la famille des Courtils jusqu'en 1655, année de la mort de la dernière héritière, Louise des Courtils.

## Politique et administration
| Période                                  | Période                       | Identité              | Étiquette | Qualité                                                                                                |
| ---------------------------------------- | ----------------------------- | --------------------- | --------- | --- |
| Les données manquantes sont à compléter. |                               |                       |           | |
| 1793                                     | 1813                          | Georges Richebourg    |           | |
|                                          |                               | Charles Xavier Foulon |           | |
|                                          | 1921                          | Labonde               |           | |
| avant 1981                               |                               | Roger Rebours         | DVG       | |
| Les données manquantes sont à compléter. |                               |                       |           | |
| mars 2001                                | mars 2008                     | Charles Rouault       |           | |
| mars 2008                                | juillet 2020                  | Nadine Lamulle        |           | Vice-présidente de la CC du Bray-Normand (2014 → 2016) Présidente du SIVOS des Bruyères (1995 → 2018 ) |
| juillet 2020                             | En cours (au 9 Novembre 2024) | Sabine Dieutre        |           | |

## Démographie
L'évolution du nombre d'habitants est connue à travers les recensements de la population effectués dans la commune depuis 1793. Pour les communes de moins de 10 000 habitants, une enquête de recensement portant sur toute la population est réalisée tous les cinq ans, les populations de référence des années intermédiaires étant quant à elles estimées par interpolation ou extrapolation. Pour la commune, le premier recensement exhaustif entrant dans le cadre du nouveau dispositif a été réalisé en 2006.

En 2022, la commune comptait 631 habitants, en évolution de −4,97 % par rapport à 2016 (Seine-Maritime : +0,35 %, France hors Mayotte : +2,11 %).
| 1793 | 1800 | 1806 | 1821 | 1831 | 1836 | 1841 | 1846 | 1851 |
| ---- | ---- | ---- | ---- | ---- | ---- | ---- | ---- | ---- |
| 282  | 267  | 327  | 362  | 382  | 362  | 377  | 381  | 387  |

| 1856 | 1861 | 1866 | 1872 | 1876 | 1881 | 1886 | 1891 | 1896 |
| ---- | ---- | ---- | ---- | ---- | ---- | ---- | ---- | ---- |
| 426  | 410  | 456  | 472  | 482  | 433  | 416  | 423  | 407  |

| 1901 | 1906 | 1911 | 1921 | 1926 | 1931 | 1936 | 1946 | 1954 |
| ---- | ---- | ---- | ---- | ---- | ---- | ---- | ---- | ---- |
| 365  | 388  | 400  | 340  | 383  | 344  | 404  | 354  | 359  |

| 1962 | 1968 | 1975 | 1982 | 1990 | 1999 | 2006 | 2011 | 2016 |
| ---- | ---- | ---- | ---- | ---- | ---- | ---- | ---- | ---- |
| 373  | 381  | 352  | 436  | 535  | 531  | 623  | 656  | 664  |

| 2021 | 2022 | - | - | - | - | - | - | - |
| ---- | ---- | - | - | - | - | - | - | - |
| 642  | 631  | - | - | - | - | - | - | - |

## Culture locale et patrimoine

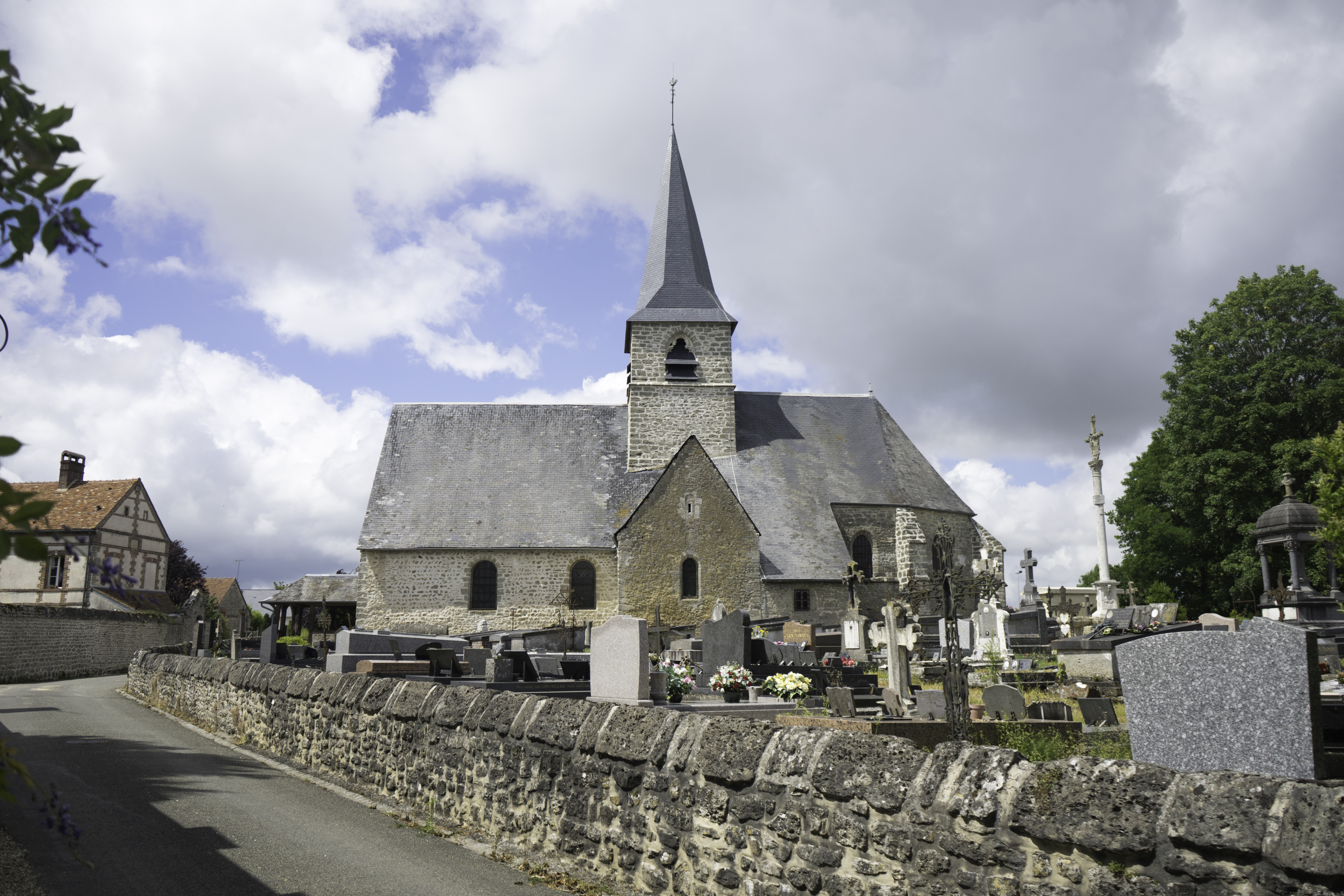
Église Saint-Martin et cimetière

### Lieux et monuments
- L'église romane Saint-Martin est entourée d'un petit cimetière remarquable par la présence de tombes très anciennes et d'un monument aux morts réalisé par l'artiste François Pompon en 1921.
- La Croix de Cuy-Saint-Fiacre classée comme monument historique depuis le 21 mars 1910[29].
- Le monument aux morts : inscrit aux monuments historiques par arrêté du 29 juillet 2022[30].

De nombreuses promenades par les chemins de campagne permettent de découvrir d'autres monuments tels que la chapelle du Beuvreuil, la ferme du Quesnoy et le moulin à eau.

### Personnalités liées à la commune
- François Pompon (1855-1933), a réalisé le monument aux morts, et a vécu plusieurs années dans une rue qui porte aujourd'hui son nom.
- René de Saint-Marceaux (1845-1915), y est inhumé.
- Marguerite de Saint-Marceaux (1850-1930), épouse du précédent, qui tenait un salon parisien célèbre entre autres pour ses concerts, possédait une résidence à Cuy, où séjournèrent de nombreuses personnalités de la vie culturelle.
- Charles-Édouard Maugendre dit Maugendre-Villers né le 17 février 1852 à Cuy-Saint-Fiacre[31].
- Jean-Claude de Saint-Marceaux (1902-1979) est né à Cuy-Saint-Fiacre.